# Lijst van voetbalinterlands Mexico - Tunesië
Deze lijst van voetbalinterlands is een overzicht van alle officiële voetbalwedstrijden tussen de nationale teams van Mexico en Tunesië. De landen speelden tot op heden een keer tegen elkaar: een groepswedstrijd tijdens het Wereldkampioenschap voetbal 1978 in Rosario (Argentinië) op 2 juni 1978.

## Wedstrijden
| № | Plaats  | Datum       | Competitie | Wedstrijd        | Uitslag |
| - | ------- | ----------- | ---------- | ---------------- | ------- |
| 1 | Rosario | 2 juni 1978 | WK 1978    | Tunesië – Mexico | 3 – 1   |

## Samenvatting
| Competitie   | Totaal gespeeld | Winst Mexico | Gelijk | Winst Tunesië | Doelsaldo Mexico – Tunesië |
| ------------ | --------------- | ------------ | ------ | ------------- | -------------------------- |
| WK-eindronde | 1               | 0            | 0      | 1             | 1 − 3                      |
| Totaal       | 1               | 0            | 0      | 1             | 1 − 3                      |

## Details

### Eerste ontmoeting
| Tunesië                                              | 3 – 1 | Mexico                   |
| Ali Kaabi 55' Néjib Ghommidh 79' Mokhtar Dhouieb 87' | goals | 45' (pen.) Vázquez Ayala |

FMF · A-internationals · Selecties · Bondscoaches · Statistieken · Mexicaans vrouwenelftal · Olympisch elftal · Mexico U21 · Mexico U20 · Mexico U19 · Mexico U18 · Mexico U17
1920 – 1949 ·
1950 – 1969 ·
1970 – 1979 ·
1980 – 1989 ·
1990 – 1999 ·
2000 – 2009 ·
2010 – 2019 ·
2020 – 2029
Copa América 1993 ·
Copa América 1995 ·
Copa América 1997 ·
Copa América 1999 ·
Copa América 2001 ·
Copa América 2004 ·
Copa América 2007 ·
Copa América 2011 ·
Copa América 2015 · 
Copa América 2016
WK 1930 ·
WK 1950 ·
WK 1954 ·
WK 1958 ·
WK 1962 ·
WK 1966 ·
WK 1970 ·
WK 1978 ·
WK 1986 ·
WK 1994 ·
WK 1998 ·
WK 2002 ·
WK 2006 ·
WK 2010 ·
WK 2014 · 
WK 2018
OS 1928 ·
OS 1948 ·
OS 1964 ·
OS 1968 ·
OS 1972 ·
OS 1976 ·
OS 1992 ·
OS 1996 ·
OS 2004 ·
OS 2012 ·
OS 2016 ·
OS 2020
1923 ·
1924–1927 ·
1928 ·
1929 ·
1930 ·
1931–1933 ·
1934 ·
1935 ·
1936 ·
1937 ·
1938 ·
1939–1946 ·
1947 ·
1948 ·
1949 ·
1950 ·
1951 ·
1952 ·
1953 ·
1954 ·
1955 ·
1956 ·
1957 ·
1958 ·
1959 ·
1960 ·
1961 ·
1962 ·
1963 ·
1964 ·
1965 ·
1966 ·
1967 ·
1968 ·
1969 ·
1970 · 
1971 · 
1972 · 
1973 · 
1974 · 
1975 · 
1976 · 
1977 · 
1978 · 
1979 · 
1980 · 
1981 · 
1982 · 
1983 · 
1984 · 
1985 · 
1986 · 
1987 · 
1988 · 
1989 · 
1990 · 
1991 · 
1992 · 
1993 · 
1994 · 
1995 · 
1996 · 
1997 · 
1998 · 
1999 · 
2000 · 
2001 · 
2002 · 
2003 · 
2004 · 
2005 · 
2006 · 
2007 · 
2008 · 
2009 · 
2010 · 
2011 · 
2012 · 
2013 · 
2014 · 
2015 · 
2016 ·
2017 ·
2018 ·
2019 ·
2020 ·
2021 ·
2022 ·
2023
Albanië ·
Algerije ·
Angola ·
Argentinië ·
Australië ·
België ·
Belize ·
Bermuda ·
Bolivia ·
Bosnië en Herzegovina ·
Brazilië ·
Bulgarije ·
Canada ·
Chili ·
China ·
Colombia ·
Congo-Kinshasa ·
Costa Rica ·
Cuba ·
Curaçao ·
DDR ·
Denemarken ·
Dominica ·
Duitsland ·
Ecuador ·
Egypte ·
El Salvador ·
Engeland ·
Estland ·
Fiji ·
Finland ·
Frankrijk ·
Gambia ·
Ghana ·
Griekenland ·
Guatemala ·
Guyana ·
Haïti ·
Honduras ·
Hongarije ·
Ierland ·
IJsland ·
Irak ·
Iran ·
Israël ·
Italië ·
Ivoorkust ·
Jamaica ·
Japan ·
Joegoslavië ·
Kameroen ·
Kroatië ·
Liberia ·
Luxemburg ·
Marokko ·
Martinique ·
Nederland ·
Nederlandse Antillen ·
Nicaragua ·
Nieuw-Zeeland ·
Nigeria ·
Noord-Ierland ·
Noord-Korea ·
Noorwegen ·
Oekraïne ·
Oezbekistan ·
Panama ·
Paraguay ·
Peru ·
Polen ·
Portugal ·
Qatar ·
Roemenië ·
Rusland ·
Saint Kitts en Nevis ·
Saint Vincent en de Grenadines ·
Saoedi-Arabië ·
Schotland ·
Senegal ·
Servië ·
Slovenië ·
Slowakije ·
Sovjet-Unie ·
Spanje ·
Suriname ·
Trinidad en Tobago ·
Tsjechië ·
Tsjecho-Slowakije ·
Tunesië ·
Uruguay ·
Venezuela ·
Verenigde Staten ·
Wales ·
Wit-Rusland ·
Zuid-Afrika ·
Zuid-Korea ·
Zweden ·
Zwitserland
Angola (2006) ·
Argentinië (2006) ·
Brazilië (1999) ·
Brazilië (2014) ·
Brazilië (2018) ·
Duitsland (2018) ·
Frankrijk (2010) ·
Iran (2006) ·
Kameroen (2014) ·
Kroatië (2014) ·
Nederland (2014) ·
Portugal (2006) ·
Uruguay (2010) ·
Zuid-Afrika (2010) ·
Zuid-Korea (2018) ·
Zweden (2018)
FTF · A-internationals · Selecties · Bondscoaches · Tunesisch vrouwenelftal · Olympisch elftal · Tunesië U21 · Tunesië U20 · Tunesië U19 · Tunesië U18 · Tunesië U17
1950 – 1959 · 
1960 – 1969 · 
1970 – 1979 · 
1980 – 1989 · 
1990 – 1999 · 
2000 – 2009 · 
2010 – 2019 ·
2020 − 2029
WK 1978 · 
WK 1998 · 
WK 2002 · 
WK 2006 · 
WK 2018
OS 1960 · 
OS 1988 · 
OS 1996 · 
OS 2004
1957 · 
1958 · 
1959 · 
1960 · 
1961 · 
1962 · 
1963 · 
1964 · 
1965 · 
1966 · 
1967 · 
1968 · 
1969 · 
1970 · 
1971 · 
1972 · 
1973 · 
1974 · 
1975 · 
1976 · 
1977 · 
1978 · 
1979 · 
1980 · 
1981 · 
1982 · 
1983 · 
1984 · 
1985 · 
1986 · 
1987 · 
1988 · 
1989 · 
1990 · 
1991 · 
1992 · 
1993 · 
1994 · 
1995 · 
1996 · 
1997 · 
1998 · 
1999 · 
2000 · 
2001 · 
2002 · 
2003 · 
2004 · 
2005 · 
2006 · 
2007 · 
2008 · 
2009 · 
2010 · 
2011 · 
2012 · 
2013 · 
2014 · 
2015 · 
2016 ·
2017 ·
2018 ·
2019 ·
2020 ·
2021 ·
2022 ·
2023 ·
2024
Algerije ·
Angola ·
Argentinië ·
Australië ·
Bahrein ·
België ·
Benin ·
Bosnië en Herzegovina ·
Botswana ·
Brazilië ·
Bulgarije ·
Burkina Faso ·
Burundi ·
Canada ·
Centraal-Afrikaanse Republiek ·
Chili ·
China ·
Colombia ·
Comoren ·
Congo-Brazzaville ·
Congo-Kinshasa ·
Costa Rica ·
Denemarken ·
Djibouti ·
Duitse Democratische Republiek ·
Duitsland ·
Egypte ·
Engeland ·
Equatoriaal-Guinea ·
Ethiopië ·
Finland ·
Frankrijk ·
Gabon ·
Gambia ·
Georgië ·
Ghana ·
Guinee ·
Ierland ·
IJsland ·
Irak ·
Iran ·
Italië ·
Ivoorkust ·
Japan ·
Joegoslavië ·
Jordanië ·
Kaapverdië ·
Kameroen ·
Kenia ·
Koeweit ·
Kroatië ·
Letland ·
Libanon ·
Liberia ·
Libië ·
Madagaskar ·
Malawi ·
Mali ·
Malta ·
Marokko ·
Mauritanië ·
Mauritius ·
Mexico ·
Mozambique ·
Namibië ·
Nederland ·
Nieuw-Zeeland ·
Niger ·
Nigeria ·
Noorwegen ·
Oeganda ·
Oekraïne ·
Oman ·
Oostenrijk ·
Panama ·
Peru ·
Polen ·
Portugal ·
Qatar ·
Roemenië ·
Rusland ·
Rwanda ·
Saoedi-Arabië ·
Sao Tomé en Principe ·
Senegal ·
Servië en Montenegro ·
Seychellen ·
Sierra Leone ·
Slovenië ·
Soedan ·
Somalië ·
Sovjet-Unie ·
Spanje ·
Swaziland ·
Syrië ·
Tanzania ·
Togo ·
Tsjaad ·
Turkije ·
Uruguay ·
Verenigde Arabische Emiraten ·
Verenigde Staten ·
Wales ·
Wit-Rusland ·
Zambia ·
Zimbabwe ·
Zuid-Afrika ·
Zuid-Jemen ·
Zuid-Korea ·
Zweden ·
Zwitserland
België (2018) ·
Engeland (2018) ·
Oekraïne (2006) ·
Panama (2018) ·
Saoedi-Arabië (2006) · 
Spanje (2006)